# Pillara macleayensis
Pillara macleayensis là một loài nhện trong họ Stiphidiidae.
Loài này thuộc chi Pillara. Pillara macleayensis được M.R. Gray & H. M. Smith miêu tả năm 2004.